# Солнечная (Курганская область)
Солнечная — деревня в Альменевском районе Курганской области России. Входит в состав Ягоднинского сельсовета.

## География
Деревня находится на юго-западе Курганской области, в пределах южной части Западно-Сибирской равнины, в лесостепной зоне, на северо-восточном берегу озера Бабьего, к северу от автодороги 37Н-0101, на расстоянии примерно 5 километров (по прямой) к востоку-северо-востоку (ENE) от села Альменева, административного центра района. Абсолютная высота — 169 метров над уровнем моря.
Климат
Климат характеризуется как континентальный с недостаточным увлажнением, холодной малоснежной зимой и тёплым сухим летом. Средняя многолетняя температура самого холодного месяца (января) составляет −17,7°С, температура самого тёплого (июля) — +25,2°С. Среднегодовое количество осадков — 370—380 мм. Снежный покров держится в течение 150—160 дней в году.
Часовой пояс
Деревня Солнечная, как и вся Курганская область, находится в часовой зоне МСК+2. Смещение применяемого времени относительно UTC составляет +5:00.

## Население
| 1989 | 2002 | 2010 |
| ---- | ---- | ---- |
| 167  | ↘124 | ↘61  |

Гендерный состав
По данным Всероссийской переписи населения 2010 года в гендерной структуре населения мужчины составляли 37,7 %, женщины — соответственно 63,3 %.
Национальный состав
Согласно результатам Всероссийской переписи населения 2002 года, в национальной структуре населения русские составляли 87 %.

## Улицы
Уличная сеть населённого пункта состоит из двух улиц:
- ул. Солнечная
- ул. Центральная